# 바이스 (잡지)

바이스(VICE)는 캐나다와 미국에서 생활, 예술, 문화, 뉴스 및 정치와 관련된 주제를 다루는 잡지이다. 1994년 몬트리올에서 얼터너티브 펑크 잡지로 처음 발간되었으며, 설립자가 이후에 바이스 미디어를 세우며 인쇄뿐만 아니라 웹사이트, 방송, 영화 제작사, 음반 레이블, 출판사 등 많은 분야에서 활동하고 있다. 2018년 2월 기준 잡지의 편집장은 엘리스 존스다.

## 내용
웹사이트
바이스는 1996년 이미 만들어져 있었던 Vice.com의 주소 대신 Viceland.com이라는 새로운 주소의 웹사이트를 만들었다. 2007년에는 인쇄보다는 동영상을 우선시하는 VBS.tv를 새로 만들었으며, The Vice Guide to Travel과 같은 많은 프로그램을 무료로 만들었다. 2011년에는 Viceland.com가 VBS.tv가 Vice.com으로 통합되었다.
2012년 바이스 미디어라는 이름의 회사가 바이스 잡지와 HBO의 바이스 뉴스, Vice.com와 같은 웹사이트 등의 모회사로 설립하였다. 이후 Munchies.tv, Motherboard.tv, Nnoisey.com, Thu.mp, Broadly 등 온라인 채널 네트워크를 새로 만들었다.
책
2007년, 바이스는 바이스 포토 북 (ISBN 1576874109)를 출판하였다. 해당 책은 "바이스의 사진가", "바이스의 포토저널리즘", "바이스 패션"과 이전 VICE에서 출판했던 사진을 모아놓은 콜라주가 2개의 섹션으로 출간되었다. 또한 일부 사진가와의 인터뷰도 포함되었다.

## 직원
- 셰인 스미스 - 공동 설립자[8]
- 슈로시 알비 - 공동 설립자[9]
- 엘리스 존스 - 편집장[10]

## 상
- 수상
  - ASME 리더스 초이스 베스트 커버 콘테스트 - 2017년 6월호 "Best Travel and Adventure"[11]
  - ASME 리더스 초이스 베스트 커버 콘테스트 - 2016년 3월호 "Mst Delicious"[12]
  - ASME 앤솔로지 오브 베스트 아메리칸 매거진 라이팅 - 2016년 인터뷰 "Fixing the Ststem"[13]
  - ASME 리더스 초이스 어워드 뉴 앤드 폴리틱스 커버 - 2015년[14]
  - ASME 리더스 초이스 어워드 비지니스 앤드 테크 커버 - 2015년[15]
- 후보
  - GLAAD 미디어 어워드 - 최우수 잡지 기사 - 2017년 "On the Run"[16]
  - ASME 싱글 토픽 이슈 - 2016년 "Prison Issue"[17]
  - ASME 피처 포토그래피 - 2014년 "Deep-Fried America on a Stick"[18]
  - ASME 제너럴 엑설런스 - 2012년 7월, 11월, 12월호[19]

## 같이 보기
- 서사적 논픽션
- 바이스 미디어 그룹